# Freddie Veseli
Frédéric "Freddie" Veseli, född 20 november 1992, är en albansk fotbollsspelare som spelar för Benevento.

## Klubbkarriär
Den 27 augusti 2022 värvades Veseli av Serie B-klubben Benevento.

## Landslagskarriär
Veseli debuterade för Albaniens landslag den 16 november 2015 i en 2–2-match mot Georgien. Han var med i Albaniens trupp vid fotbolls-EM 2016.